# بايرن ميونخ موسم 2012–13
كان موسم 2012–13 الموسم الـ114 في تاريخ نادي بايرن ميونخ والموسم الـ48 له تواليًا في الدرجة الأولى من الدوري الألماني. فاز النادي في هذه الموسم بالثلاثية بعد أن فاز بالدوري الألماني وكأس ألمانيا و‌دوري أبطال أوروبا.